# Annette Barcelo
Annette Barcelo (* 19. Juni 1943 in Basel) ist eine Schweizer Malerin, Zeichnerin und Grafikerin.

## Leben und Werk

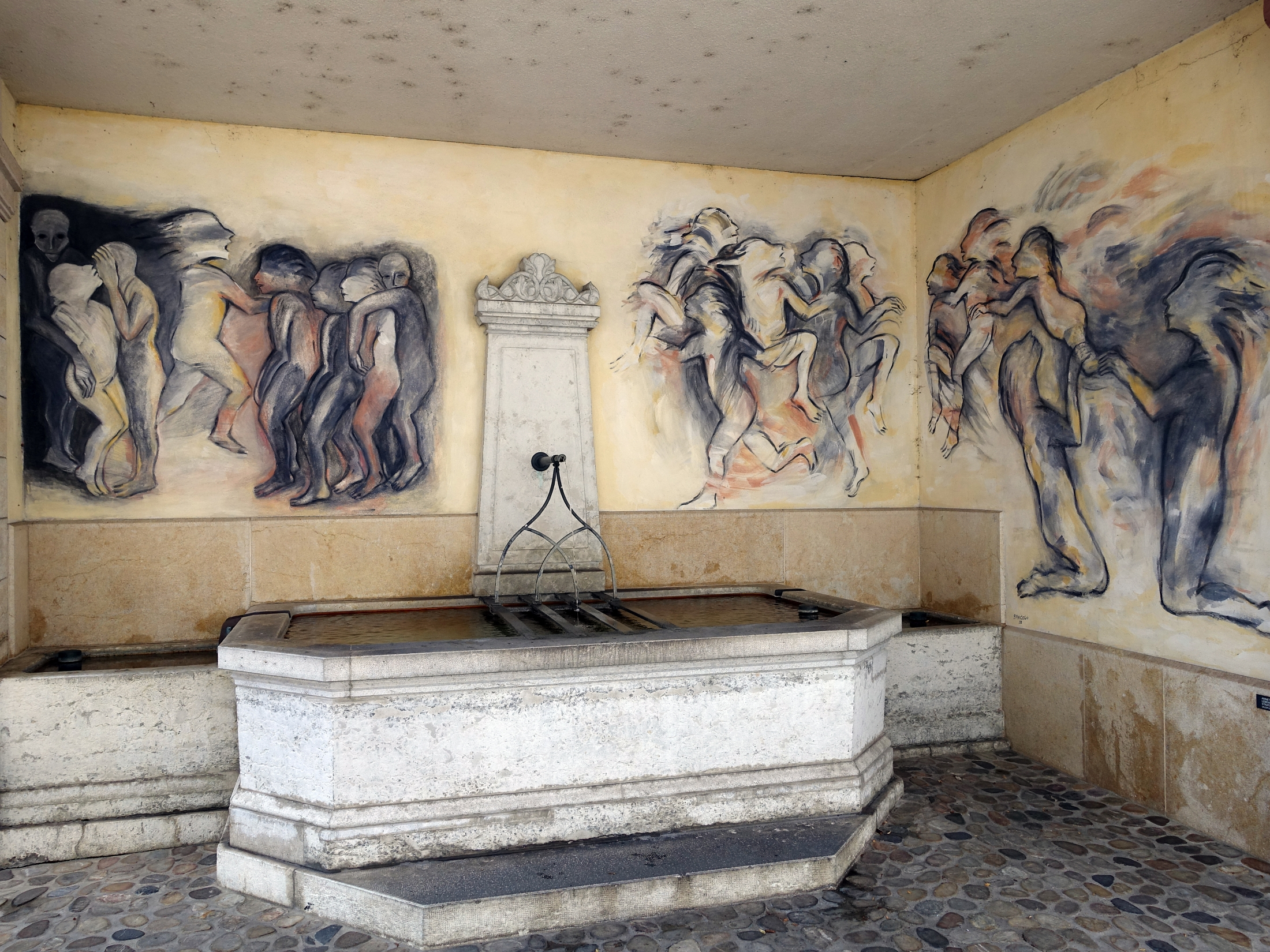
Wandbild Lebenslauf 1992. In der Brunnennische an der Malzgasse in Basel

Annette Barcelo besuchte die Schule für Gestaltung Basel und stellte ihre Werke in zahlreichen Einzel- und Gruppenausstellungen aus. 1986 erhielt sie den 1. Preis in einem Wettbewerb des Kunstkredits Basel-Stadt für die 1992 ausgeführte Ausmalung in der Brunnennische an der Malzgasse in Basel.
Weitere Preise verliehen ihr das Aargauer Kuratorium und die Stadt Le Locle. Ihr Spektrum in der Druckgrafik reicht von der Radierung über die Lithografie bis zum Linolschnitt.